# 黑尔普福-乌滕多夫
黑尔普福-乌滕多夫是奥地利上奥地利州因河畔布劳瑙县的一个市镇。总面积27平方公里，总人口3312人，人口密度122.7人/平方公里（2005年）。